# Tomasz Antoni Zamoyski
Tomasz Antoni Zamoyski herbu Jelita (ur. 1707  – zm. 13 czerwca 1752) – polski magnat.

## Życiorys
Syn Michała Zdzisława Zamoyskiego i Anny Działyńskiej.
Siódmy ordynat zamojski. Od 1744 roku wojewoda lubelski. W 1733 roku podpisał elekcję Stanisława Leszczyńskiego. Był posłem na sejm 1738 roku.
Ufundował jako wotum w latach 1741-1747 barokowy kościół św. Jana Nepomucena na wodzie w Zwierzyńcu. Ordynat podczas studiów za granicą poważnie zachorował, a polecając się opiece Świętego, powrócił do zdrowia. Druga intencja budowy, to urodziny oczekiwanego syna - Klemensa.
Odznaczony został Orderem Orła Białego 3 sierpnia 1746.
Żonaty z Marianną Łubieńską i powtórnie z Anielą Teresą Michowską. Z tą ostatnią miał syna Klemensa Jerzego.